# Săcălușești, Neamț
Săcălușești este un sat în comuna Agapia din județul Neamț, Moldova, România.